# Orden del Sello de Salomón
La Orden Imperial del Sello de Salomón es una Orden dinástica etíope, que fue conjuntamente con la Orden de Salomón, la más alta condecoración del Imperio de Etiopía. 

## Historia de la Orden
La Orden del Sello de Salomón fue creada en tanto que Orden de Caballería en 1874 por el Emperador  Juan IV de Etiopía para conmemorar la Dinastía Salomónica y premiar a aquellas personas que se hubiesen distinguido con obras extraordinarias y de gran mérito en favor del Imperio de Etiopía. 
Se dice que la Dinastía Salomónica, antigua Casa Imperial de Etiopía, desciende del Rey Salomón y de la Reina de Saba, progenitores de Menelik I, tras la visita de la Reina de Saba a Jerusalén. Por ello, la Orden se basó en el Sello del fundador de la Dinastía para el diseño de sus insignias. 
Originalmente fundada en seis clases, la más elevada, Collar con placa, se convirtió en una Orden independiente a raíz de la reforma realizada por el Emperador Haile Selassie en 1930, bajo el nombre de Orden de Salomón, convirtiéndose ésta en la más alta del Imperio y quedando la Orden del Sello de Salomón como la segunda del sistema de honores imperial. 
Tras la caída del Imperio, en 1974, estando la Orden bajo el Gran Magisterio del Emperador Haile Selassie, se convierte en Orden Dinástica. El Consejo de la Corona de Etiopía, presidido por S.A.R. el Príncipe Ermias Sahle Selassie, tiene ahora la facultad de conceder esta condecoración, por designación de S.A.R. el Príncipe Heredero Zera yakob Amha Selassie.